# Timocaris d'Alexandria
Timocaris d'Alexandria (grec antic: Τιμόχαρις)  (Alexandria, 320 aC - 260 aC) va ser un astrònom i filòsof grec.
Nascut, probablement, a Alexandria, va ser contemporani d'Euclides.
Al segle iii aC, amb l'ajuda d'Arístil·los, va crear el primer catàleg d'estels del món occidental. Uns 150 anys després, Hiparc de Nicea, en comparar el seu propi catàleg d'estels amb l'elaborat per Timocharis, va descobrir que la longitud dels estels canvia amb el temps, però no perquè es mouen, sinó perquè ho fa el sistema de referència (punt d'Àries), la qual cosa el va portar a determinar el primer valor de la precessió dels equinoccis.

## Epònim
- El cràter lunar Timocharis porta aquest nom en la seva memòria.[1]